# Шопић
Шопић је насеље у градској општини Лазаревац у граду Београду. Према попису из 2022. било је 2751 становника.

## Положај села
Шопић је једно међу већим селима ове области. Оно је у колубарској равници између речица Лукавице и Пештана. Куће су са обе стране главног пута Београд-Лазаревац и готово ушорене, а уколико се иде даље од пута са обе стране оне су разређеније и чине насеље мање збијеног типа. Оно се дели на ове крајеве: Орашац до Лазаревца, Криваја у долини потока Криваје, Црквено Поље – језерска тераса код данашње цркве, Шабац испод Орашца, Улице и Црна Бара према Колубари и крај Пештан поред реке Пештана.

## Воде
За пиће и домаће потребе употребљава се вода са бунара, а стока се напаја на Лукавици, Пештану, потоку Криваји и на Колубариној отоци Очази, која потече само када надође Колубара. После већих киша и наглог топљења снега Колубара, Пештан и Лукавица плаве њиве у пољу.

## Земље и шуме
Земиште је плодно, особито оно у равници испод насеља. Њиве су на местима која се зову: Трновчица, Прекаја, Лазина, Штипаљица, Глогов Кључ, Миовача, Пештан, Мрамор, Алуга, Црна Међа, Рудо Брдо, Руди Гај, Средњи Рт, Кусадак, Збеговиште, Белића Бара, Којина Бара, Дубочица, Очага, Рибеш, Разлив (отока Лукавице), Медведар и Зелена Бара.
Шума се чува у приватним забранима. Сеоске шуме и утрине нема.
У крају Орашцу вади се лигнит.

## Старине у селу
У Орашцу, недалеко од железничке станице (Лазаревац, оп. Милодан) изоравају се темељи неког старог насеља. Ту је било и старо гробље, са кога је повађено надгробно камење и узидано у цркву. По предању у том насељу је била и „маџарска“ црква.
На њиви Готовчевића познају се темељи од неке друге цркве. По једном казивању и она је била „маџарска“, док је по другим, вероватнијим, причањима, то била привремена црквица у збегу. И око ове цркве познају се трагови старог гробља.
О постанку имане отока Очаге прича се у народу, да су се волели момак и девојка, а родитељи им нису дали да се узму. Момак се договори са девојком, па побегну у шуму на место где данас протиче Очага. После тешког живота и гладовања момак остави девојку и оде у село по храну. Након дугог чекања девојка је помислила, да ју је момак напустио, па је у очајању, идући његовим трагом, горко плакала и проклињала га. Тамо где су јој падале сузе провалила се земља и, по сузама из очију проваљено место (отока), назове се Очага.
За Станин Вир у Очази, прича се, да је нека баба Стана узјахала јарца да пређе Очагу, па је пала у вир и удавила се.

## Име селу
По предању ово насеље је основао пре Карађорђевог устанка неки Стеван Шопшага, по коме се место назвало Шопић. Шопшага је са пет синова дошао „од банске стране“ и населио се поред Колубаре на којој је саградио воденицу са осам витлова, која још и данас постоји.

## Подаци о селу
Данашња црква је прво подигнута 1815. године од брвана на темељима неке старе цркве, па је обновљена 1869. године. Она је у Црквеном Пољу, готово у средини села и посвећена је Св. Арханђелу Гаврилу. Литија се носи први дан Духова. Држе се три заветна дана; Ново лето, Св. Тривун и други дан Васкрса.
Шопић се први пут помиње по архивским подацима као „шопићска нурија“ 1723. године; а на једној географској карти из 1745. године Шопић је означен на Колубари. Затим се помиње као насеље 1811. године; било је у њему 54 куће; године 1844. има је 95 кућа са 578 становника. Данас у њему има 24 рода са 258 кућа и један цигански род са 4 куће.

## Демографија
У насељу Шопић живи 1682 пунолетна становника, а просечна старост становништва износи 36,9 година (36,2 код мушкараца и 37,6 код жена). У насељу има 646 домаћинстава, а просечан број чланова по домаћинству је 3,45.
Ово насеље је великим делом насељено Србима (према попису из 2002. године), а у последња три пописа, примећен је пораст у броју становника.
|  |

| Демографија | Демографија | Демографија |
| Година      | Становника  | Становника  |
| ----------- | ----------- | ----------- |
| 1948.       | 939         |             |
| 1953.       | 947         |             |
| 1961.       | 983         |             |
| 1971.       | 1.050       |             |
| 1981.       | 1.242       |             |
| 1991.       | 1.832       | 1.785       |
| 2002.       | 2.230       | 2.252       |

| Етнички састав према попису из 2002.‍ | Етнички састав према попису из 2002.‍ | Етнички састав према попису из 2002.‍ | Етнички састав према попису из 2002.‍ | Етнички састав према попису из 2002.‍ |
| ------------------------------------ | ------------------------------------ | ------------------------------------ | ------------------------------------ | ------------------------------------ |
|                                      |                                      |                                      |                                      |                                      |
| Срби                                 | Срби                                 |                                      | 2.149                                | 96,36%                               |
| Роми                                 | Роми                                 |                                      | 40                                   | 1,79%                                |
| Црногорци                            | Црногорци                            |                                      | 19                                   | 0,85%                                |
| Хрвати                               | Хрвати                               |                                      | 2                                    | 0,08%                                |
| Румуни                               | Румуни                               |                                      | 2                                    | 0,08%                                |
| Македонци                            | Македонци                            |                                      | 2                                    | 0,08%                                |
| Чеси                                 | Чеси                                 |                                      | 1                                    | 0,04%                                |
| Муслимани                            | Муслимани                            |                                      | 1                                    | 0,04%                                |
| непознато                            | непознато                            |                                      | 8                                    | 0,35%                                |

| Година пописа     | 1948. | 1953. | 1961. | 1971. | 1981. | 1991. | 2002. |
| ----------------- | ----- | ----- | ----- | ----- | ----- | ----- | ----- |
| Број домаћинстава | 201   | 215   | 253   | 293   | 357   | 516   | 646   |

| Број чланова      | 1  | 2   | 3   | 4   | 5  | 6  | 7 | 8 | 9 | 10 и више | Просек |
| ----------------- | -- | --- | --- | --- | -- | -- | - | - | - | --------- | ------ |
| Број домаћинстава | 76 | 139 | 102 | 176 | 79 | 57 | 9 | 6 | 2 | 0         | 3,45   |

| Пол    | Укупно | Неожењен/Неудата | Ожењен/Удата | Удовац/Удовица | Разведен/Разведена | Непознато |
| ------ | ------ | ---------------- | ------------ | -------------- | ------------------ | --------- |
| Мушки  | 879    | 245              | 568          | 34             | 29                 | 3         |
| Женски | 903    | 161              | 576          | 132            | 30                 | 4         |
| УКУПНО | 1.782  | 406              | 1.144        | 166            | 59                 | 7         |

| Пол    | Укупно                    | Пољопривреда, лов и шумарство | Рибарство                            | Вађење руде и камена | Прерађивачка индустрија       |
| ------ | ------------------------- | ----------------------------- | ------------------------------------ | -------------------- | ----------------------------- |
| Мушки  | 526                       | 57                            | 0                                    | 165                  | 125                           |
| Женски | 287                       | 44                            | 0                                    | 49                   | 61                            |
| УКУПНО | 813                       | 101                           | 0                                    | 214                  | 186                           |
| Пол    | Производња и снабдевање   | Грађевинарство                | Трговина                             | Хотели и ресторани   | Саобраћај, складиштење и везе |
| Мушки  | 27                        | 47                            | 22                                   | 18                   | 52                            |
| Женски | 4                         | 4                             | 34                                   | 36                   | 5                             |
| УКУПНО | 31                        | 51                            | 56                                   | 54                   | 57                            |
| Пол    | Финансијско посредовање   | Некретнине                    | Државна управа и одбрана             | Образовање           | Здравствени и социјални рад   |
| Мушки  | 0                         | 2                             | 6                                    | 2                    | 0                             |
| Женски | 3                         | 2                             | 7                                    | 16                   | 17                            |
| УКУПНО | 3                         | 4                             | 13                                   | 18                   | 17                            |
| Пол    | Остале услужне активности | Приватна домаћинства          | Екстериторијалне организације и тела | Непознато            | Непознато                     |
| Мушки  | 3                         | 0                             | 0                                    | 0                    | 0                             |
| Женски | 2                         | 2                             | 0                                    | 1                    | 1                             |
| УКУПНО | 5                         | 2                             | 0                                    | 1                    | 1                             |

## Познате личности
У насељу Шопић је 6. новембра 1964. у саобраћајној незгоди погинуо Слободан Пенезић Крцун, а тридесет година касније, 30. јула 1994, и познати естрадни уметник Ипче Ахмедовски.